# Gilbertolus alatus
 Gilbertolus alatus és una espècie de peix de la família dels cinodòntids i de l'ordre dels caraciformes.

## Morfologia
- Els mascles poden assolir 9,6 cm de longitud total.[1][2]

## Hàbitat
És un peix d'aigua dolça i de clima tropical.

## Distribució geogràfica
Es troba a Sud-amèrica: conca del llac Maracaibo i riu Magdalena.